# Marion County (Ohio)
 For alternative betydninger, se Marion County. (Se også artikler, som begynder med Marion County)
Marion County er et county i den amerikanske delstat Ohio.

## Demografi
Ifølge folketællingen fra 2000 boede der 66,217 personer i amtet. Der var 24,578 husstande med 17,253 familier. Befolkningstætheden var 63 personer pr. km². Befolkningens etniske sammensætning var som følger: 92.10 % hvide, 5.75 % afroamerikanere, 0.19 % indianere, 0.52 % asiater, , 0.49 % af anden oprindelse og 0.95 % fra to eller flere grupper.
Der var 24,578 husstande, hvoraf 32.30 % havde børn under 18 år boende. 54.50 % var ægtepar, som boede sammen, 11.40 % havde en enlig kvindelig forsøger som beboer, og 29.80 % var ikke-familier. 25.10 % af alle husstande bestod af enlige, og i 10.90 % af tilfældene boede der en person som var 65 år eller ældre.
Gennemsnitsindkomsten for en hustand var $38,709 årligt, mens gennemsnitsindkomsten for en familie var på $45,297 årligt.